# Канино (Рязанская область)
Канино — село в Сапожковском районе Рязанской области России, административный центр Канинского сельского поселения.

## География
Село расположено на берегу реки Мостья в 14 км на запад от районного центра посёлка Сапожок.

## История
Канино в качестве сельца упоминается в списке с Ряжской писцовой книги Григория Киреевского 1629-30 годов, где оно показано за князем Алексеем Никитичем Трубецким, а в нем церковь во имя Николы чудотворца. В окладных книгах 1676 года церковь в Канине названа уже Покровской. В 1754 году помещиком Ирадионом Михайловичем Кошелевым на месте бывшей деревянной построена была каменная церковь в честь Покрова Пресвятой Богородицы с приделом Алексея, человека Божия. В 1804 году она иждивением другого помещика того же села - Алексея Ивановича Татищева церковь была оштукатурена и приведена в благопричинный вид. В 1819 году устроен и освящен второй придел - в честь святителя Николая. С 1874 года в селе существовало образцовое двуклассное училище, в котором местные священники состояли законоучителями. 
Деревня Варваровка, которая образовалась  в 3 км от Канина в 1812 году, по всей видимости, была названа в честь хозяйки – графини Варвары Александровны Татищевой (1776-1853), правнучки  И.М. Кошелева.  По ревизии 1816 года  на первом этапе из  Канина в новую деревню Варваровку  было отселено около 30 семей. Интересный факт: в 1989 году экспедицией, возглавляемой археологом В.П. Челяповым (1952-2008),  около Варваровки были обнаружены следы поселения бронзового века [6]. 
В XIX — начале XX века село являлось центром Канинской волости Сапожковского уезда Рязанской губернии. В 1906 году в селе был 521 двор.
С 1929 года село являлось центром Канинского сельсовета Сапожковского района Рязанского округа Московской области, с 1937 года — в составе Рязанской области, с 2005 года — центр Канинского сельского поселения.

## Население
| 1859 | 1897  | 1906  | 2010 |
| ---- | ----- | ----- | ---- |
| 2051 | ↗3242 | ↗4226 | ↘381 |

## Инфраструктура
В селе имеются Канинская средняя общеобразовательная школа, фельдшерско-акушерский пункт, отделение почтовой связи.